# Myon
Myon é uma comuna francesa na região administrativa de Borgonha-Franco-Condado, no departamento de Doubs. Estende-se por uma área de 16,06 km². Em 2010 a comuna tinha 183 habitantes (densidade: 11,4 hab./km²).